# Martinja vas pri Mokronogu
Martinja vas pri Mokronogu – wieś w Słowenii, w gminie Mokronog-Trebelno. W 2018 roku liczyła 126 mieszkańców.